# Cryptoblepharus
Cryptoblepharus es un género que agrupa 53 especies de lagartos escamosos comúnmente llamados lagartijas ojos de serpiente o lagartijas brillantes, perteneciente a la familia Scincidae. Su nombre vulgar hace referencia al hecho de que sus párpados se han fusionado como una cápsula transparente, como las serpientes, y por lo tanto no se pueden abrir y cerrar. Ocupa una posición algo basal en el «grupo Eugongylus».

## Alimentación
Su dieta incluye insectos y arácnidos.

## Distribución
Este género se encuentra distribuido en Australia, Indonesia, en costas del este de África y en islas  africanas del océano Índico, y en islas del océano Pacífico hasta Fiyi, la isla de Pascua, y las islas Ogasawara.

## Especie y localidad tipo
Ablepharus poecilopleurus es la especie tipo del género Cryptoblepharus Wiegmann, 1834. La localidad tipo de Ablepharus poecilopleurus Wiegmann, 1836 es «Isla Pisacoma, Perú»; sin embargo, aún se debe confirmar su existencia en islas de América del Sur.

## Lista de especies
Este género está integrado por 53 especies:
- Cryptoblepharus adamsi Horner, 2007
- Cryptoblepharus africanus (Sternfeld, 1918)
- Cryptoblepharus ahli Mzetens, 1928
- Cryptoblepharus aldabrae (Sternfeld, 1918)
- Cryptoblepharus ater (Boettger, 1913)
- Cryptoblepharus australis (Sternfeld, 1918)
- Cryptoblepharus balinensis (Barbour, 1911)
- Cryptoblepharus bitaeniatus (Boettger, 1913)
- Cryptoblepharus boutonii (Des Jardin, 1831)
- Cryptoblepharus buchananii (Gray, 1838)
- Cryptoblepharus burdeni (Dunn, 1927)
- Cryptoblepharus caudatus (Sternfeld, 1918)
- Cryptoblepharus cognatus (Boettger, 1881)
- Cryptoblepharus cursor Barbour, 1911
- Cryptoblepharus cygnatus Horner, 2007
- Cryptoblepharus daedalos Horner, 2007
- Cryptoblepharus egeriae (Boulenger, 1888)
- Cryptoblepharus eximius Girard, 1857
- Cryptoblepharus exochus Horner, 2007
- Cryptoblepharus fuhni Covacevich & Ingram, 1978
- Cryptoblepharus furvus Horner, 2007
- Cryptoblepharus gloriosus (Stejneger, 1893)
- Cryptoblepharus gurrmul Horner, 2007
- Cryptoblepharus juno Horner, 2007
- Cryptoblepharus keiensis (Roux, 1910)
- Cryptoblepharus leschenault (Cocteau, 1832)
- Cryptoblepharus litoralis (Mertens, 1958)
- Cryptoblepharus megastictus Storr, 1976
- Cryptoblepharus mertensi Horner, 2007
- Cryptoblepharus metallicus (Boulenger, 1887)
- Cryptoblepharus nigropunctatus Hallowell, 1861
- Cryptoblepharus novaeguineae Mertens, 1928
- Cryptoblepharus novocaledonicus Mertens, 1928
- Cryptoblepharus novohebridicus Mertens, 1928
- Cryptoblepharus ochrus Horner, 2007
- Cryptoblepharus pannosus Horner, 2007
- Cryptoblepharus plagiocephalus (Cocteau, 1836)
- Cryptoblepharus poecilopleurus (Wiegmann, 1836)
- Cryptoblepharus pulcher (Sternfeld, 1918)
- Cryptoblepharus quinquetaeniatus (Günter, 1874)
- Cryptoblepharus renschi Mertens, 1928
- Cryptoblepharus richardsi Horner, 2007
- Cryptoblepharus ruber Börner & Schttler, 1981
- Cryptoblepharus rutilus (Peters, 1879)
- Cryptoblepharus schlegelianus Mertens, 1928
- Cryptoblepharus tytthos Horner, 2007
- Cryptoblepharus ustulatus Horner, 2007
- Cryptoblepharus virgatus (Garman, 1901)
- Cryptoblepharus voeltzkowi (Sternfeld, 1918)
- Cryptoblepharus wulbu Horner, 2007
- Cryptoblepharus xenikos Horner, 2007
- Cryptoblepharus yulensis Horner, 2007
- Cryptoblepharus zoticus Horner, 2007

### Especies que fueron pasadas a sinonimia
- Cryptoblepharus carnabyi Storr, 1976 es un sinónimo de Cryptoblepharus plagiocephalus (Cocteau, 1836)
- Cryptoblepharus pallidus (Mertens, 1928) es un sinónimo de Cryptoblepharus novaeguineae Mertens, 1928
- Cryptoblepharus sumbawanus Mertens, 1928 es un sinónimo de Cryptoblepharus balinensis Barbour, 1911